# IC 2560
IC 2560是一個位於唧筒座的棒旋星系，距離地球約1.1億光年。該星系由天文學家路易斯·斯威夫特發現於1897年12月28日。
IC 2560擁有活動星系核，屬於西佛2型星系。並且IC 2560是唧筒座星系團的成員星系。